# Боливијски бамбусов пацов
Боливијски бамбусов пацов (лат. Dactylomys boliviensis) је врста глодара (Rodentia) из породице Echimyidae. 

## Распрострањење
Ареал врсте је ограничен на мањи број држава. Врста је присутна у Боливији, Бразилу и Перуу.

## Станиште
Станишта врсте су шуме, бамбусове шуме и речни екосистеми до 1.000 метара.

## Угроженост
Ова врста је наведена као последња брига, јер има широко распрострањење и честа је врста.